# Les Faux Médicaments : Pilules mortelles
Les Faux Médicaments : Pilules mortelles est un téléfilm français réalisé par Alain-Michel Blanc, diffusé pour la première fois en 1996.

## Synopsis
Le protagoniste qui est docteur enquête sur les médicaments frelatés dans le trafic.

## Fiche technique
- Réalisation : Alain-Michel Blanc
- Scénario : Jean-Pierre Bastid et Jean-Gérard Imbar
- Adaptation : Jean-Pierre Bastid et Jean-Gérard Imbar
- Décors : Erick Grass
- Costumes : Annie Périer (pseudonyme: Annie Périer-Foulon), Carlos Urdanivia et Nathalie Suhard
- Photographie : Angel Alderete
- Montage : Amina Mazani, Bernard Ferran et Annie Marciniak
- Musique : Christophe Defays et Olivier Defays
- Son : Raul Amargo Pérez, Michel Casang, Gilles Fargout, Frédéric le Grand et Philippe Penot
- Caméra : Dominique Arrieu, Alberto A. Moreno Ferrer, Michel Strasser et Rafaël Viguer
- Casting : Marie-Claude Schwartz
- Maquillage : Delphine Couturier et Maria Elena del Toro
- Direction de production : Frédéric Bal, Olivier Rechou, Rafael Roy et Anne Sigward
- Assistance réalisation : Sérgio Carlos, Anna da Palma et Tessa Hernández
- Département art : Stéphane Chichignoud et Joaquin Moreno
- Production : Camilo Vives
- Société de production : France 2 Cinéma
- Pays d'origine :  France
- Langue originale : français
- Lieux de tournage : France

## Distribution
- Fabrice Michel : Jacques
- Michel Duchaussoy : Claude Landry
- Maryvonne Schiltz : sœur Typhaine
- Solal Valentin : Mina
- Aurore Clément : Mme Oger
- Daniel Gélin : prof. Delaroche
- Marie Adam : Marie
- Aïda Isalbe : Celia
- Carlos Padrón : Dupraz
- Jacques Courtès : Charles Perreault
- Isabel Karajan : Mme Fontanelle
- Thomas Chabrol : Doc Martens
- Michel Ruhl
- Agnès Garreau
- Clark-Roland Sarfati
- Frédéric Gérard
- Mykhaël Georges-Schar
- Danoutska Dieskine
- Michel Pilorgé
- Franck Fairlo
- Raphaëlle Grantey
- Jean-Luc Duquet
- Pierre Londiche
- Peter King
- Jorge Alí : M. Renon
- Flor Lugo Arango : Liva
- Arturo de Jesús Garcia : Zafy
- Jean-Gérard Imbar : Kieffer
- Michaël Morris : Don Stark
- Jorge Ryan : Abikanlou